# Grand Prix Freccia d'Europe
Pour les articles homonymes, voir Grand Prix d'Europe.
Le Grand Prix Freccia d'Europe (en italien Gran Premio Freccia d'Europa) est une course hippique de trot attelé qui se déroule sur l'hippodrome d'Agnano à Naples (Italie). L'édition 2024 est remplacée par le Grand Prix du G7 sur l'hippodrome de Syracuse.
C'est une course internationale de Groupe I (de Groupe II en 2018 et 2019) réservée aux chevaux de 5 ans et plus.
Elle se court sur la distance de 1 600 mètres (1 mille), avec un départ à l'autostart. L'allocation est de 154 000 € dont 64 000 € pour le vainqueur.

## Palmarès
| Année | Vainqueur         | Driver                |
| ----- | ----------------- | --------------------- |
| 2025  | Dimitri Ferm      | Marco Stefani         |
| 2024  | Banderas Bi       | Antonio Velotti       |
| 2023  | Bleff Dipa        | Roberto Vecchione     |
| 2022  | Bleff Dipa        | Roberto Vecchione     |
| 2021  | Arazi Boko        | Alessandro Gocciadoro |
| 2020  | Vivid Wise As     | Alessandro Gocciadoro |
| 2019  | Alrajah One       | Alessandro Gocciadoro |
| 2018  | Super Star Reaf   | Davide Di Stefano     |
| 2017  | Toseland Kyu      | Roberto Andreghetti   |
| 2016  | Ringostarr Treb   | Roberto Vecchione     |
| 2015  | Orsia             | Antonino di Nardo     |
| 2014  | Napoleon Bar      | Enrico Bellei         |
| 2013  | Owen's Club       | Enrico Bellei         |
| 2012  | Looney Tunes      | Tommaso di Lorenzo    |
| 2011  | Locomotion Om     | Tommaso di Lorenzo    |
| 2010  | Lover Power       | Pietro Gubellini      |
| 2009  | Irina             | Giampaolo Minnucci    |
| 2008  | Course annulée    | Course annulée        |
| 2007  | Opal Viking       | Jorma Kontio          |
| 2006  | Passionate Kemp   | Jorma Kontio          |
| 2005  | Smashing Victory  | Björn Goop            |
| 2004  | Infant du Bossis  | Örjan Kihlström       |
| 2003  | Zinzan Brooke Tur | Marco Smorgon         |
| 2002  | Tinak Mo          | Biago Lo Verde        |
| 2001  | Zambesi Bi        | Mauro Biasuzzi        |
| 2000  | Mapleton          | Wim Paal              |
| 1999  | Umbro di Grana    | Giuseppe Guzzinati    |